# اچ‌ام‌اس ویونی (۱۹۰۳)

{{Infobox ship characteristics
اچ‌ام‌اس ویونی (۱۹۰۳) (به انگلیسی: HMS Waveney (1903)) یک کشتی بود که طول آن ۲۲۶ فوت ۶ اینچ (۶۹٫۰۴ متر) Length overall بود. این کشتی در سال ۱۹۰۳ (میلادی)|۱۹۰۳]] ساخته شد.